# 重逢塔

重逢塔（Reunion Tower）、又譯團圓塔、團聚塔等，位於美國德克薩斯州達拉斯，於1978年落成，為該市主要地標之一，塔標高561英呎（171公尺），為達拉斯第十五高的建築，塔內有觀景台鳥瞰達拉斯市景。重逢塔的網格狀球頂內共設置259個LED裝置，其主體分為3層，最下層為瞭望臺、中間是旋轉餐廳，最上層則為酒吧。

## 外部連結
- ReunionTower official website （页面存档备份，存于）
- Reunion Tower image gallery at DFWStructures.com